# Geraldo Dantas de Andrade
Geraldo Dantas de Andrade SCI (* 29. September 1931 in Rio de Janeiro; † 1. Mai 2021 in São Luís) war ein römisch-katholischer Ordensgeistlicher und  Weihbischof in São Luís do Maranhão.

## Leben
Geraldo Dantas de Andrade besuchte von 1943 bis 1951 das Kleine Seminar in Corupá und trat anschließend der Ordensgemeinschaft der Dehonianer in Brusque bei. Er studierte Philosophie in Brusque (1953–1954) und Theologie in Taubaté (1955–1958) und empfing am 18. Dezember 1957 die Priesterweihe.
Papst Johannes Paul II. ernannte ihn am 18. Februar 1998 zum Weihbischof in São Luís do Maranhão und Titularbischof von Cibaliana. Der Erzbischof von São Luís do Maranhão, Paulo Eduardo Andrade Ponte, spendete ihm am 18. April  desselben Jahres die Bischofsweihe; Mitkonsekratoren waren José Nelson Westrupp SCI, Bischof von São José dos Campos, und Xavier Gilles de Maupeou d’Ableiges, Bischof von Viana. Sein Wahlspruch lautete Sei em quem acreditei (Ich weiß, wem ich Glauben geschenkt habe (2 Tim 1,12 ))
Als Weihbischof war er unter anderem Generalvikar des Erzbistums und Regens des Regionalseminars der Region Nordost 5 der brasilianischen Bischofskonferenz.
Am 15. September 2010 nahm Benedikt XVI. seinen altersbedingten Rücktritt an.